# 106 a.C.

## Eventos
- Quinto Servílio Cépio e Caio Atílio Serrano, cônsules romanos.[1]
- Continua a Guerra Címbrica.
- Termina a Guerra contra Jugurta:
  - Caio Mário, responsável pela campanha, termina a guerra.

- Aristóbulo marcha sobre a Itureia e a adiciona à Judeia. Seus habitantes são forçados a se converter ao judaísmo, e são circuncidados.[2]
- Após a morte de Aristóbulo, sua esposa Salomé Alexandra liberta seus irmãos. O seu sucessor é Alexandre Janeu, irmão de Aristóbulo.[2]

## Nascimentos
- 3 de Janeiro [3] - Cícero, escritor e político romano[4]
- 30 de Setembro [5] – Pompeu, general e estadista romano [6]

## Mortes
- Antígono, irmão de Aristóbulo, morto por ordem de Aristóbulo; Salomé, esposa de Aristóbulo, havia induzido o marido, que estava doente, a suspeitar de que Antígono conspirava contra ele.[2]
- Aristóbulo, de doença. Pouco antes de morrer, ele vomitou sangue no local onde haviam assassinado Antígono. Ele reconheceu o julgamento de Deus e entregou sua alma.[2]